# Binette (géant processionnel)
Pour les articles homonymes, voir Binette.

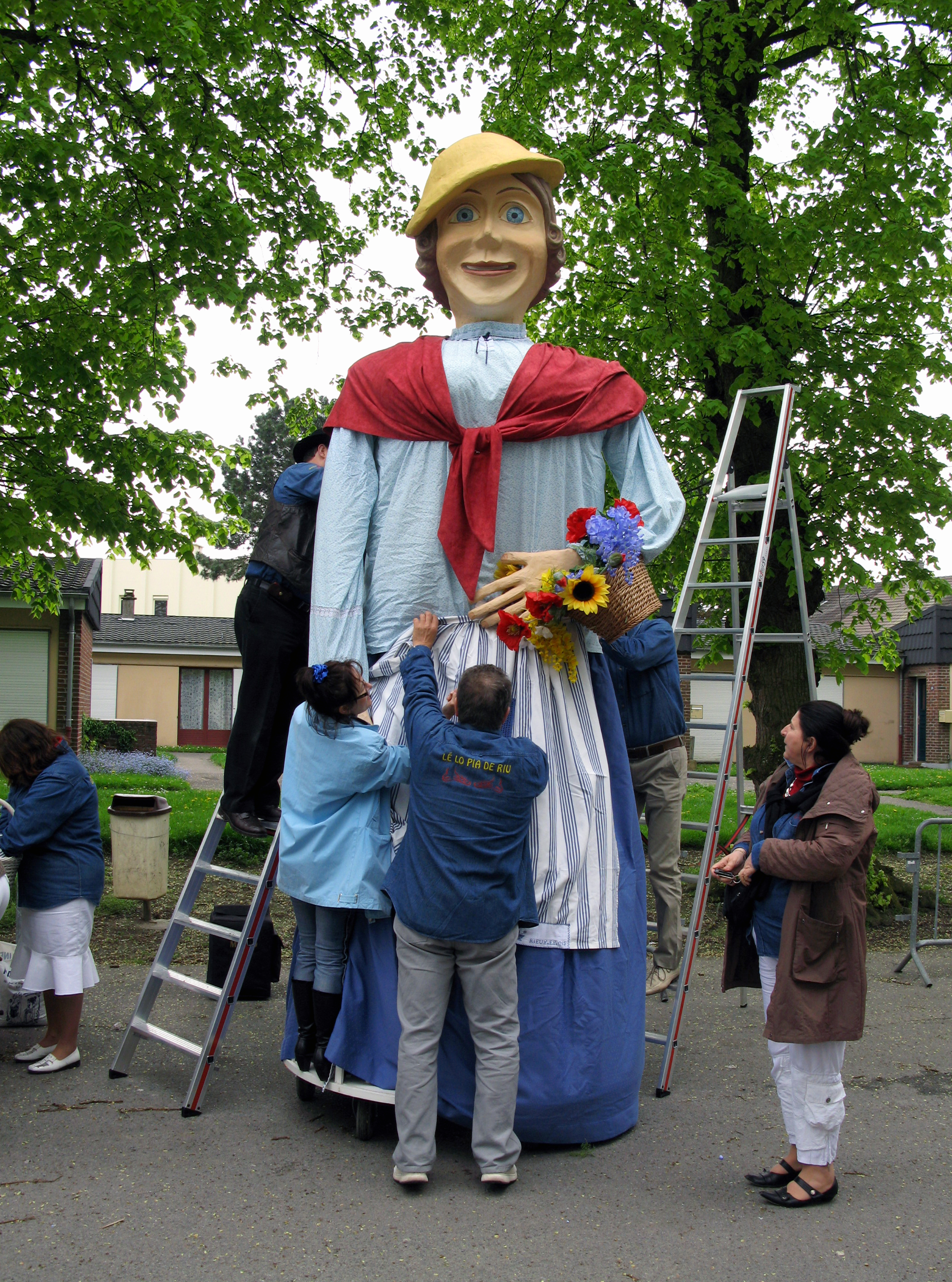
Les principaux attributs de Binette sont le petit chapeau incliné et le panier rempli de fleurs qu'elle tient au bras gauche.

Binette est un géant de processions et de cortèges inauguré vers 1950 et symbolisant la localité de Rieux-en-Cambrésis, en France.
La deuxième version de la mulquinière Binette date de 2005 et appartient à l'association Lé Lo Pia de Riu. Représentant une femme coiffée d'un petit chapeau jaune sable incliné sur la tête, portant un châle rouge sur les épaules et un tablier dont le bas est brodé avec son nom et celui de l'association, Binette tient un petit panier rempli de fleurs. Elle a une hauteur de 4,50 m et un poids de 60 kg et ne nécessite qu'un seul porteur. Le diamètre de sa base est de 1,50 m.
Binette est très généralement accompagnée de Binot.

## Pour approfondir